# Australian State Coach

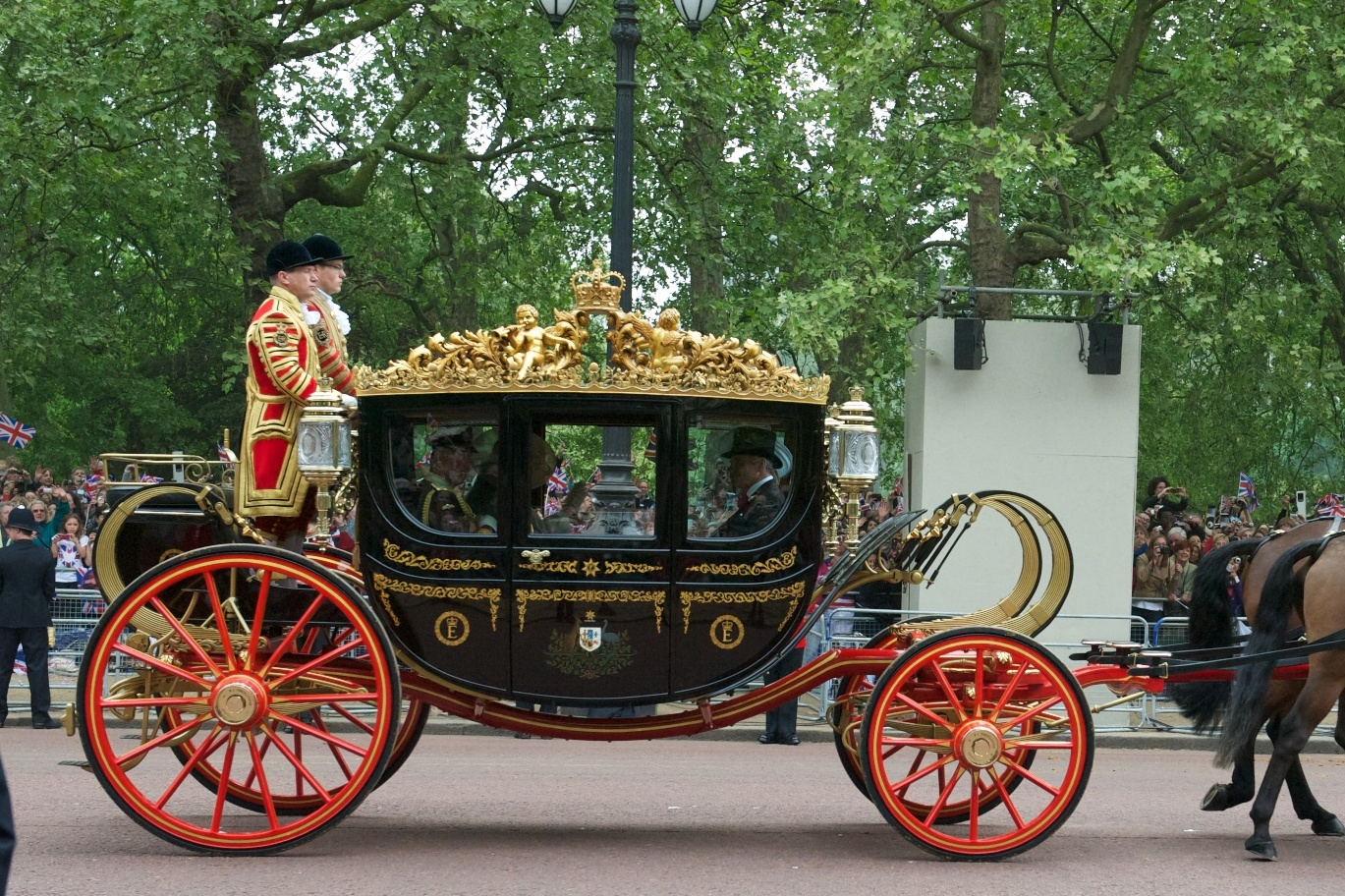
L'Australin State Coach durante il matrimonio di William e Catherine.

L'Australian State Coach è una delle carrozze reali della famiglia reale britannica.

## Storia

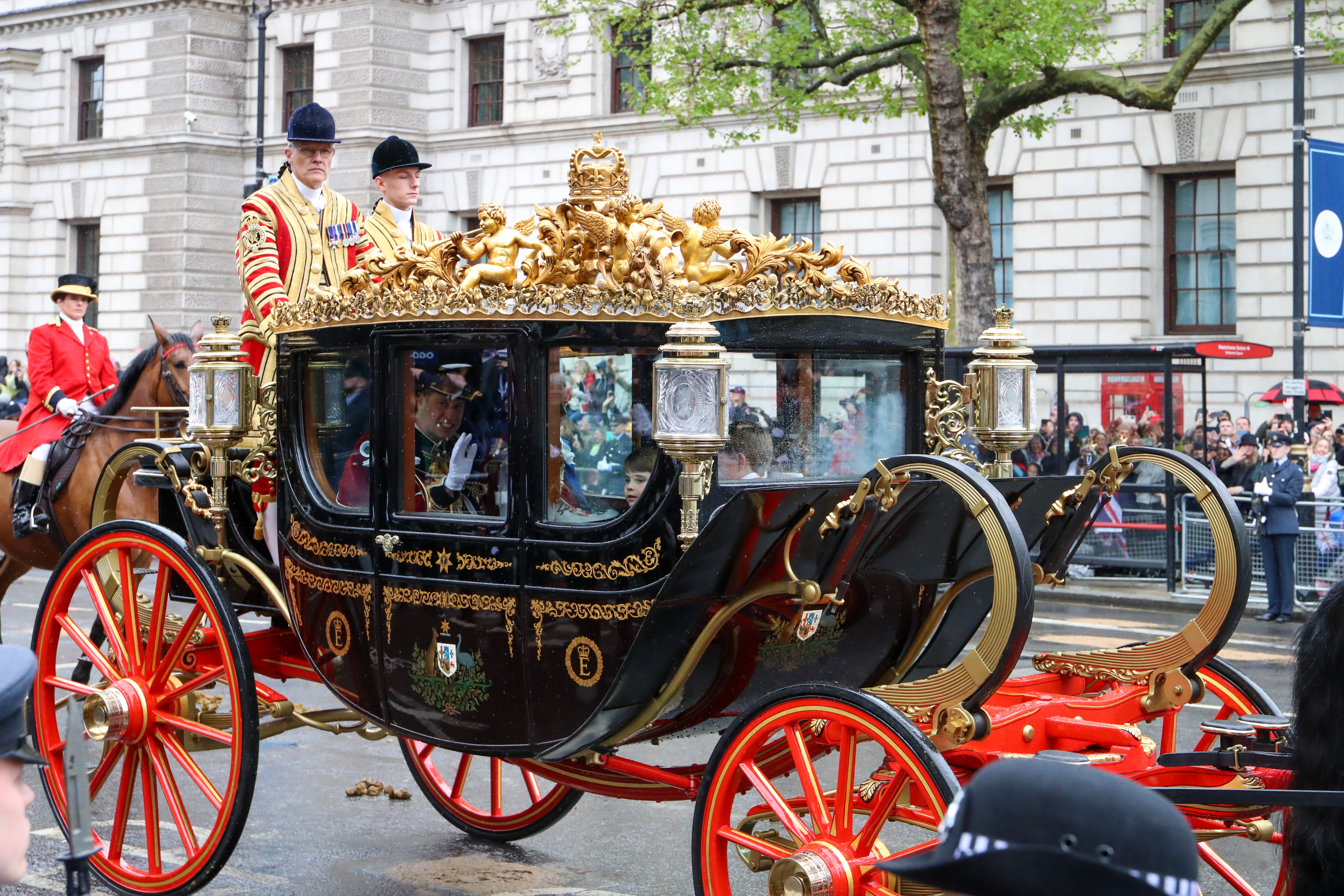
La carrozza durante le processioni dell'incoronazione di re Carlo III.

La carrozza fu presentata ad Elisabetta II, come dono ufficiale, l'8 maggio 1988 in occasione del bicentenario australiano, venendo utilizzata per la prima volta a novembre di quell'anno per la cerimonia d'apertura del Parlamento britannico. L'Australian fu progettata e costruita da W. J. Frecklington, costruttore di carrozze, lo stesso che nel 2012 costruì la Diamond Jubilee State Coach. Usata talvolta per l'apertura parlamentare, la vettura reale venne messa in opera anche in occasione di visite di stato, come quella di Margherita II di Danimarca, a Windsor nel 2000, oppure del Presidente del Messico nel 2015 . Fu utilizzata anche durante le nozze del principe William e di Catherine Middleton, per trasportare dall'Abbazia di Westminster a Buckingham Palace il Principe di Galles, la Duchessa di Cornovaglia ed il Sig.re e la Sig.ra Middleton, ovvero i genitori della sposa .

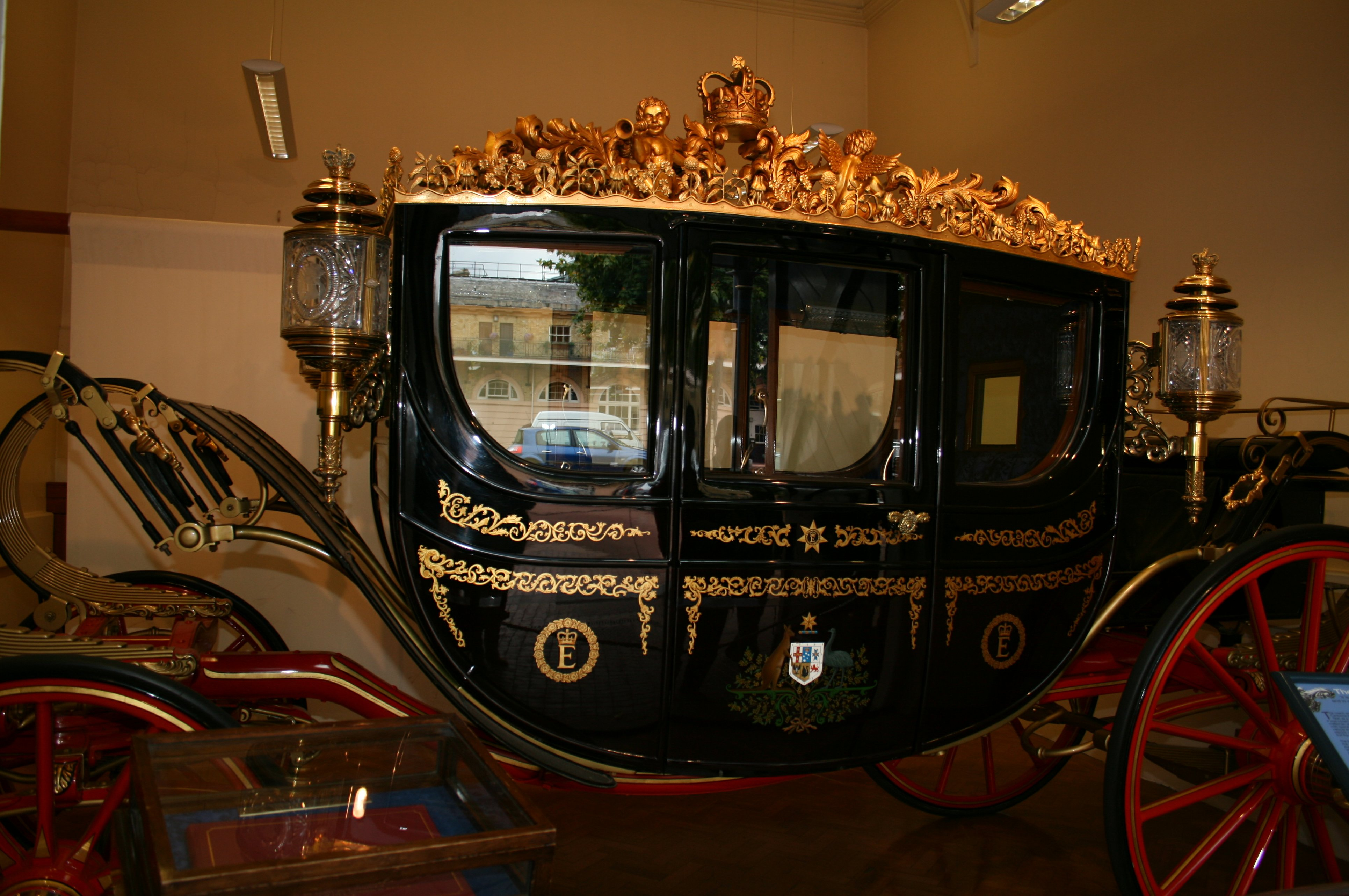
La vettura reale al Royal Mews.

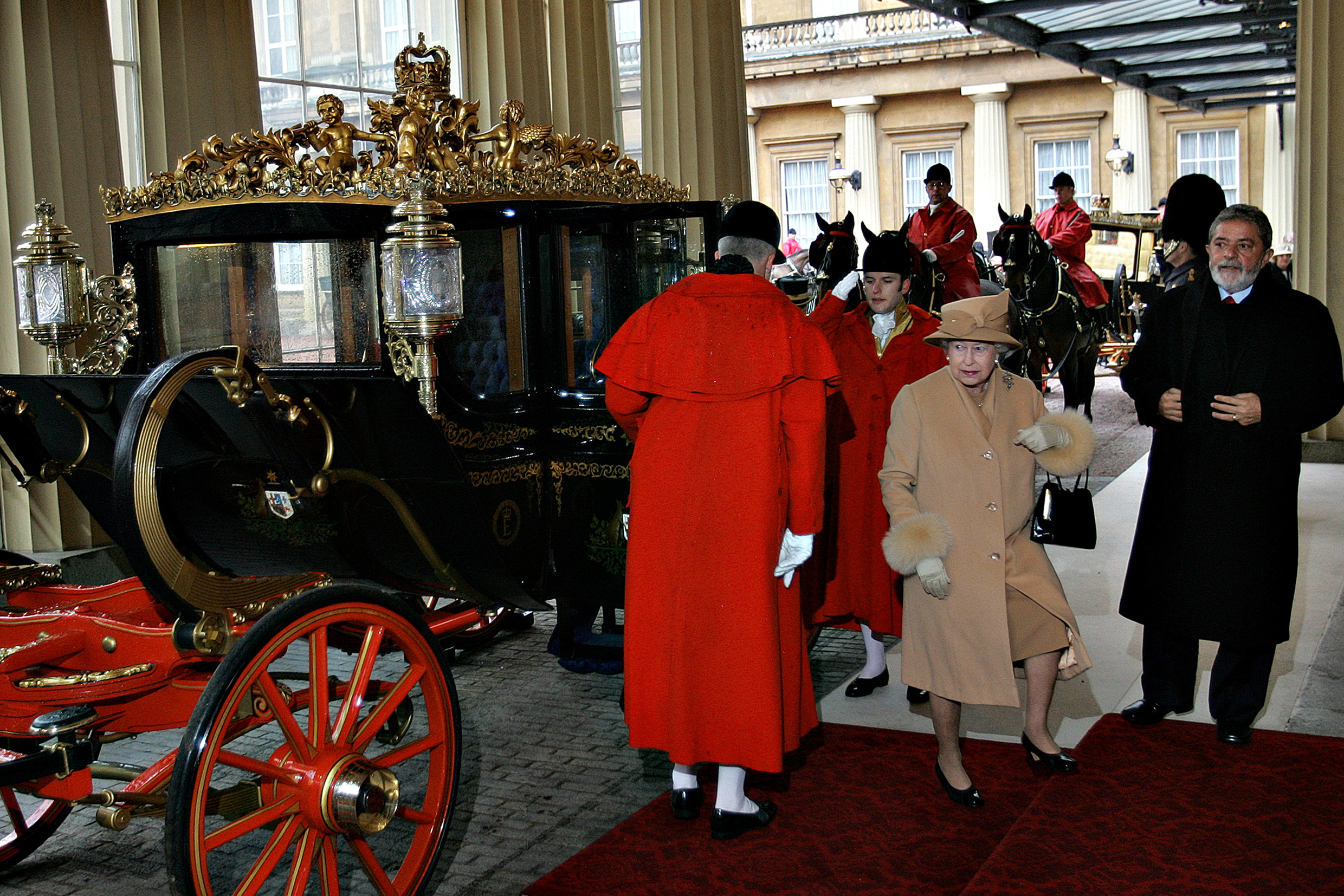
La carrozza utilizzata per la visita del Presidente del Brasile Lula.

Per le celebrazioni del Giubileo di diamante di Elisabetta II, l'Australian venne designata come carrozza di riserva in caso di maltempo; alla fine venne utilizzato il 1902 State Landau, ovvero una carrozza aperta, su cui viaggiarono da Westminster Hall a Buckingham Palace la Regina, il Principe di Galles e la Duchessa di Cornovaglia. Per l'incoronazione di re Carlo III, la carrozza venne utilizzata per trasportare dall'Abbazia a Palazzo, il Principe e la Principessa di Galles ed il loro figli George, Charlotte e Louis . Essendo una delle carrozze reali più moderne, la carrozza è dotata di finestrini elettrici, riscaldamento e stabilizzatori idraulici; viene quindi usata regolarmente in molte occasioni. L'Australian State Coach è solitamente conservata presso le Royal Mews, dove può essere visionata dal pubblico .

## Voci collaterali
- Irish State Coach
- Scottish State Coach
- Queen Alexandra's State Coach
- Gold State Coach
- Royal Mews